# Сесіль Ла Гренейд
Сесіль Ла Гренейд (англ. Dame Cécile Ellen Fleurette La Grenade; нар. 30 грудня 1952) — генерал-губернатор Гренади з 7 травня 2013 року, перша жінка на цій посаді.

## Життєпис
Фахівець у галузі продовольчої безпеки (здобула освіту в університеті Вест-Індії, а потім закінчила магістратуру і захистила докторську дисертацію в університеті Меріленду).

## Відзнаки
- Італія
  - Дві сицилійські королівські родини: кавалер Великого Хреста Справедливості двох сицилійських королівських священних військових константинівських орденів Святого Георгія[1][2]
- Велика Британія
  - Великий хрест Богоматері з коміром ордена Святого Михайла і Святого Георгія
  - Офіцер ордена Британської імперії
  - Дама ордена Святого Іоанна[3]